# Hal Luscombe
Pas d'image ? Cliquez ici

a Compétitions nationales et continentales officielles uniquement.

b Matchs officiels uniquement.
Dernière mise à jour le 28 octobre 2021.
Haldane Naude "Hal" Luscombe est né le 23 février 1981 à Laingsburg en (Afrique du Sud). C’est un joueur de rugby à XV international gallois entre 2003 et 2007, évoluant aux postes de centre ou d'ailier.

## Carrière
Il a disputé son premier test match avec le pays de Galles le 30 août 2003, contre l'équipe d'Écosse.

### Parcours en club
- 2003-2006: Dragons
- 2006-2008: Harlequins
- 2008-2009: Worcester

## Palmarès
- En équipe nationale : 16 sélections
- Sélections par année : 1 en 2003, 6 en 2004, 3 en 2005, 5 en 2006, 1 en 2007
- Tournois des Six Nations disputés : 2005, 2006, 2007
- Grand Chelem en 2005